# Призрак Оперы (мюзикл, 1986)
Призрак Оперы (англ. The Phantom of the Opera) — мюзикл Эндрю Ллойда Уэббера, основанный на одноимённом романе французского писателя Гастона Леру. Музыка была написана Ллойдом Уэббером, основная часть текстов — Чарльзом Хартом, а его отдельные фрагменты — Ричардом Стилгоу. Сюжет повествует о талантливой певице Кристине Даэ, которая становится объектом одержимости таинственного, обезображенного музыкального гения.
Премьера мюзикла «Призрак Оперы» состоялась в Вест-Энде в 1986 году и на Бродвее в 1988 году. Спектакль стал самым продолжительным мюзиклом в истории Бродвея, перегнав по показам мюзикл «Кошки» в 2006 году. Это второй после «Отверженных» долгоиграющий мюзикл и третий самый долгоиграющий спектакль в истории Вест-Энда.
«Призрак Оперы» выиграл Премию Лоренса Оливье в 1986 году и премию «Тони» в 1988 году в категории «Лучший мюзикл». Первый исполнитель роли Призрака — Майкл Кроуфорд выиграл Премию Лоренса Оливье в 1986 году и премию «Тони» в 1988 году в номинации «Лучший актёр главной роли в мюзикле». Шоу было поставлено в 151 городе 30 стран, его посмотрело более 150 миллионов человек. С международными сборами в 6 миллиардов долларов, «Призрак Оперы» стал самым кассовым развлекательным событием всех времён. Одна только нью-йоркская постановка собрала 853 миллиона долларов, что делает это шоу вторым самым финансово успешным в истории Бродвея (после мюзикла «Король Лев»). Последнее представление мюзикла на Бродвее состоялось 16 апреля 2023 года.

## История создания

### Идея
В 1984 году Эндрю Ллойд Уэббер предложил Камерону Макинтошу — сопродюсеру мюзиклов «Кошки» и «Песня и танец», поставить новый мюзикл. Ориентируясь на жанр романтической пьесы, он предложил взять за основу роман Гастона Леру «Призрак Оперы». Вместе они просмотрели экранизации 1925 года с Лоном Чейни и 1943 года с Клодом Рейнсом, но не имели представления, как воплотить фильм на сцене. Позже, в Нью-Йорке, Ллойд Уэббер приобрёл редкую подержанную копию романа Леру, которая вдохновляла его при создании мюзикла.
Я фактически писал ещё что-то в то время, и я понял, что причина, по которой я так волновался, состояла в том, что я пытался написать большую, романтическую историю, и я пытался сделать это с тех пор, как я начал свою карьеру. Это было там, тогда с Призраком!

### Тексты
Сначала Ллойд Уэббер обратился к Джиму Стайнману с предложением написать тексты из-за его «тёмной одержимой стороны», но Джим отказался, так как в это время работал над альбомом Бонни Тайлер. Тогда к работе был привлечён Алан Джей Лернер, но вскоре он серьёзно заболел и вынужден был уйти из проекта; ни один из его текстов не вошёл в шоу (включая песню «Masquerade»). Ричарду Стилгоу — автору текстов мюзикла «Звёздный Экспресс» принадлежит большая часть первоначальных материалов. Чарльз Харт — молодой, тогда ещё малоизвестный поэт, позже переработал большинство текстов, добавив свои, к примеру, «Think of Me». Однако кое-что из текстов Стилгоу присутствовало в финальной версии шоу.

### Партитура
Отчасти вдохновлённый мюзиклом Кена Хилла, Ллойд Уэббер создал партитуру, временами переходящую в оперный стиль, но в которой была сохранена форма и структура мюзикла. Полноценные оперные отрывки принадлежат, главным образом, второстепенным персонажам, таким как Андре и Фирмен, Карлотта и Пианджи. Они также используются, чтобы придать содержание вымышленным «операм», которые присутствуют в шоу, таким как «Hannibal», «Il Muto» и шедевру Призрака — «Don Juan Triumphant». Здесь Ллойд Уэббер применил смесь разнообразных стилей — от великих опер Мейербера до Моцарта и даже Гилберта и Салливана. Эти вставки часто преподносятся, как музыкальные фрагменты, прерывающиеся диалогом или действием для того, чтобы чётко обозначить музыкальный формат — «шоу в шоу». Музыкальный отрывок из оперы Призрака «Don Juan Triumphant», исполняемый во время одной из последних сцен, нестройный, неблагозвучный и более подходящий для современности — наводит на мысль о том, что Призрак художественно опережает свою эпоху.

### Дизайн, режиссура и хореография
Дизайнер Мария Бьёрнсон разработала декорации и создала более 200 костюмов, в том числе для номера «Masquerade». Её сценография, включающая такие незабываемые элементы, как люстра, гондола в подземелье и широкая лестница, довольно обычный набор для сценического спектакля, принесла ей несколько престижных наград. Хэл Принс (мюзиклы «Кабаре», «Кандид», «Безумие» и «Эвита») был режиссёром постановки, в то время как Джиллиан Линн, помощник режиссёра и хореограф мюзикла «Кошки», смогла создать цельную музыкальную постановку и разработала хореографию.

### Первый показ в Сидмонтоне
Первый акт мюзикла был показан на Сидмонтонском фестивале в 1985 году, роль Призрака исполнил Колм Уилкинсон (более известный по постановке в Торонто), роль Кристины исполнила Сара Брайтман, Клив Картер (позднее участвовал в Лондонской постановке) исполнил роль Рауля. В этой предварительной постановке использовалась оригинальная, неизменённая лирика Ричарда Стилгоу и многие песни носили названия, которые позже, в окончательной версии, были изменены, например «What Has Time Done to Me» («Think of Me») и «Papers» («Notes»). Маска Призрака полностью закрывала лицо актёра во время всего спектакля, мешая ему видеть и заглушая его голос. Бьёрнсон заменила её, теперь уже ставшей культовой, полумаской, после чего в спектакль была добавлена сцена с разоблачением Призрака. Видео с предварительного просмотра, в качестве дополнительного материала, было включено в DVD-диск экранизации мюзикла 2004 года.

### Вест-Энд
Показы мюзикла стартовали 27 сентября 1986 года в «Театре Её Величества» под режиссурой Хэла Принса, премьера состоялась 9 октября 1986 года. Хореографом шоу была Джиллиан Линн, дизайнером Мария Бьёрнсон и художником по свету Эндрю Бридж. Майкл Кроуфорд исполнил главную роль вместе с Сарой Брайтман в роли Кристины и Стивом Бартоном в роли Рауля. Это второй самый долгоиграющий мюзикл в истории Вест-Энда (и мира) после мюзикла «Отверженные» и третий самый долгоиграющий спектакль после мюзикла «Отверженные» и пьесы «Мышеловка».
Постановка, которая по-прежнему идёт в «Театре Её Величества», 23 октября 2010 года отметила свой 10 000-й спектакль, который посетили Эндрю Ллойд Уэббер и Майкл Кроуфорд. Празднование 25-летия спектакля состоялось в Лондоне 1 и 2 октября 2011 года в «Альберт-Холле», на котором присутствовали Эндрю Ллойд Уэббер и актёры оригинальных постановок, в том числе Кроуфорд и Брайтман.

### Бродвей
Предварительные показы мюзикла на Бродвее начались 9 января 1988 года в театре «Маджестик», премьера состоялась 26 января 1988 года. Кроуфорд, Брайтман и Бартон исполняли те же роли, что и в Лондоне. Бродвейская постановка по сей день идёт в «The Majestic Theatre», где на октябрь 2014 года состоялось уже более 11 113 спектаклей и в январе 2015 года отметила 27-ю годовщину беспрерывного проката. Это самое долгоиграющее шоу в истории Бродвея. Мюзикл будет закрыт в феврале 2023 года, став жертвой постпандемии COVID-19. В итоге, показ  мюзикла, ставшего самым долгим в истории бродвейских постановок, завершился в апреле 2023 года.

### Россия
7 ноября 2013 года театральная компания «Стейдж Энтертейнмент» объявила кастинг на роли в предстоящей российской постановке мюзикла. А 6 марта 2014 года компания «Стейдж Энтертейнмент» и британская Really Useful Group совместно объявили о постановке мюзикла в Москве. Премьера русской версии состоялась 4 октября 2014 года в театре МДМ и продлилась около двух лет. Роль Призрака исполняли Дмитрий Ермак, Иван Ожогин и Андрей Школдыченко, роль Кристин исполняли Елена Бахтиярова и Тамара Котова, в партии Рауля Евгений Зайцев. Репетиции мюзикла шли с августа, примерно в это же время начали установку декораций, в том числе и падающую люстру. Во второй половине июля российские исполнители ролей Призрака, Кристин и Рауля посетили Лондон, где увидели оригинальную постановку, пообщались со своими коллегами и взяли мастер-класс у автора мюзикла Э. Л. Уэббера. После они отправились в Париж, где совершили экскурсию по Гранд Опера — месту, где происходили события книги, а также встретились с правнучкой писателя Гастона Леру, Вероник.
Модернизация театра МДМ продолжалась более 5 месяцев, стоимость работ составила более 200 миллионов рублей, после модернизации вместимость зрительного зала достигла 1850 мест. Российским зрителям представлена оригинальная постановка, поставленная в Лондоне в 1986, с изменениями, внесенными в 1988 году для Бродвея; в свою очередь переводчик лирики мюзикла — Алексей Иващенко — сообщил, что из-за ёмкости английского языка с четвертью смысла оригинальной лирики придётся распрощаться. Изначально сообщалось, что премьеру мюзикла может посетить Эндрю Ллойд Уэббер, однако композитор приехать не смог. Зато на премьере присутствовали Чарльз Харт (автор песенных текстов к мюзиклу), Ричард Стилго (автор либретто) и Эндрю Бридж (световое оформление), а также правнучка писателя Гастона Леру — Вероник.
Менее чем через месяц после премьеры мюзикл поставил абсолютный рекорд по скорости продаж билетов в России. 30 апреля 2016 состоялся последний спектакль, который подвёл к концу двухгодичный прокат. 16 и 17 марта 2018 компания «Стейдж Энтертейнмент» поставила в Государственном Кремлёвском дворце концертную версию мюзикла, приуроченную к 70-летию Уэббера. Всего было дано три представления, в которых принимали участие почти все артисты московской постановки 2014-2016.

## Сюжет
Идея мюзикла заключается в том, чтобы показать зрителю силу истинной любви, показать, что даже самое чёрствое сердце может стать более добрым и мягким.

### Пролог
1919 год. В Парижской Опере на аукционе продаётся старый реквизит. Лот № 665 — музыкальную шкатулку в виде обезьянки, покупает престарелый Рауль де Шаньи. Он ласково смотрит на шкатулку, отмечая, что все детали выглядят «именно так, как сказала она…»
Лот 666 — разбитая люстра, которая, по словам аукционера, самым близким образом связана с «удивительной историей Призрака Оперы… так и не раскрытой тайной».
Внезапно люстра начинает иллюминировать и медленно поднимается над залом на своё старое место. Действие переносится в 1880-е годы («Overture»).

### Акт первый
1881 год. Новые владельцы Оперы — месье Фирмен и Андрэ принимают дела у старого владельца и посещают репетицию («Hannibal Rehearsal»). Карлотта — примадонна Парижской Оперы, репетирует перед вечерним представлением, но внезапно падает задняя декорация, едва не задев примадонну. Взволнованные актёры считают, что это происшествие не обошлось без легендарного Призрака Оперы. Месье Фирмен и Андрэ — пытаются сгладить конфликт, но Карлотта отказывается продолжать репетицию и уходит, бурно возмущаясь по поводу того, что подобные происшествия происходят с ней последние несколько лет.
Мадам Жири — балетмейстер Оперы рассказывает Фирмену и Андрэ о Призраке Оперы и его требованиях, в том числе, что ему обязаны платить жалование и оставлять для него ложу № 5. Мэг, её дочь, утверждает, что Кристина Даэ, хористка из Швеции и осиротевшая дочь известного скрипача, «хорошо обучена» и может заменить Карлотту. Директора неохотно дают ей шанс, и, к всеобщему удивлению, она превосходно справляется со своей ролью («Think of Me»).
После триумфального дебюта Кристина признаётся Мэг, кто на самом деле её таинственный учитель — мистический «Ангел Музыки», которого отец перед смертью обещал прислать к ней («Angel of Music»). Новый покровитель Оперы, виконт Рауль де Шаньи, знающий Кристину с детства, приходит к ней в гримёрку. Они вместе вспоминают прошлое, и Кристина признаётся Раулю, что её посетил Ангел и научил петь («Little Lotte»). Рауль не верит ей и, несмотря на её протесты, настаивает на том, чтобы она отправилась с ним на ужин. После того, как Рауль уходит, громовой голос выражает своё неудовольствие присутствием Рауля. Кристина молит Ангела наконец показать себя, и, вняв её мольбе, в зеркале её гримёрной появляется Призрак Оперы. Он проводит Кристину через зеркало. Рауль же слышит их, но входит в гримёрку как раз в тот момент, когда Призрак и Кристина исчезают («Angel of Music/The Mirror»). Призрак ведёт Кристину в подземелья Оперного театра («The Phantom of the Opera»). Они пересекают подземное озеро и оказываются в его тайном логове глубоко под Оперой, жутком месте с множеством свечей и органных труб. Призрак объясняет Кристине, что выбрал её для того, чтобы она пела его музыку, и влюбился в неё. Он настоятельно убеждает её забыть ту жизнь, которую она знала «до», и обольщает её («The Music of the Night»). Он показывает Кристине куклу — точную копию её самой в свадебном платье. Кристина падает в обморок, и Призрак укладывает её в постель, ещё раз повторяя о своих страстных чувствах к ней…
Наступает утро. В то время как Призрак сочиняет музыку, сидя за органом («I Remember…»), Кристина просыпается под звуки музыкальной шкатулки в виде обезьянки. Она подбирается к Призраку, снимает с него маску и видит его обезображенное лицо. Призрак приходит в бешенство от её любопытства, затем, успокоившись, с тоской говорит о том, что всегда хотел, чтобы у него было нормальное человеческое лицо, а также хотел быть любимым Кристиной («Stranger Than You Dreamt It»). Та даёт понять Призраку, что не может ответить ему взаимностью, поскольку сердце её занято. Он забирает из рук Кристины маску и отводит её обратно в гримёрку.
В это время в Опере главный рабочий сцены, Жозеф Буке, который, как и Мадам Жири, необъяснимо много знает о Призраке, пугает юных балерин рассказами о «Привидении Оперы» и о его ужасной Пенджабской удавке («Magical Lasso»). Мадам Жири предупреждает его о последствиях и просит проявлять сдержанность.
Фирмен и Андрэ получают письма от Призрака Оперы, где он даёт им наставления о постановке новой оперы, что очень их раздражает. Врывается Рауль, требуя сказать ему, где Кристина, и показывает владельцам Оперы письмо от Призрака, в котором Рауля предупреждают, чтобы он держался подальше от Кристины. Также появляется Карлотта с письмом (написанным, по её мнению, Раулем), в котором сообщается, что Кристина будет играть её роль. Мадам Жири показывает ещё одно письмо от Призрака: он требует, чтобы Кристина заменила Карлотту в новой опере «Il Muto» («Notes…»). Фирмен и Андрэ уверяют Карлотту в том, что её роль останется за ней («Prima Donna»), но во время выступления случается невероятное («Poor Fool, He Makes Me Laugh»). При непосредственном участии Призрака голос Карлотты становится похожим на лягушачье кваканье, она теряет голос. Владельцы Оперы выпускают на сцену балет, чтобы развлечь аудиторию, пока Кристину готовят к выступлению вместо Карлотты. Во время танца поднимается задний фон, за которым, ко всеобщему ужасу, оказывается труп повешенного Жозефа Буке, свисающего со стропил на Пенджабской удавке.
Во время всеобщей паники Кристина убегает с Раулем на крышу, где рассказывает ему о Призраке и своём путешествии в его логово. Рауль относится к этому скептично («Why Have You Brought Me Here?/Raoul, I’ve Been There»), но признаётся ей в любви и клянётся всегда защищать её. Они сливаются в поцелуе («All I Ask of You»). Ревнивый Призрак, подслушавший их беседу, раздавлен горем. Он в ярости клянётся отомстить влюблённым («All I Ask of You (Reprise)») и по его воле огромная Оперная люстра обрушивается на сцену. Занавес падает.

### Акт второй
Шесть месяцев спустя, во время праздничного бала-маскарада («Masquerade»), впервые с момента крушения люстры появляется Призрак, скрывающий своё лицо под маской Красной Смерти. Он объявляет, что написал новую оперу под названием «Don Juan Triumphant» и требует, чтобы её немедленно поставили («Why So Silent?») с Кристиной в главной роли. Призрак знает, что Кристина тайно помолвилась с Раулем. Он отбирает у неё обручальное кольцо и исчезает. Рауль требует, чтобы Мадам Жири рассказала ему всё, что она знает о Призраке. Она рассказывает ему о бродячей ярмарке, которая однажды остановилась в Париже, и главной диковинкой этой ярмарки был ужасно уродливый человек, пойманный и запертый в клетке, оказавшийся гениальным музыкантом, фокусником и архитектором, когда-то построившим зеркальный лабиринт для персидского шаха. Вскоре он сбежал. Мадам Жири предполагает, что Призрак и тот несчастный беглец — одно лицо.
Рауль придумывает план, в котором решает использовать постановку «Don Juan Triumphant» в качестве ловушки, чтобы поймать Призрака («Notes/Twisted Every Way»). Кристина, разрывающаяся между любовью к Раулю и нежеланием предать человека, который вдохновил её голос, сначала отказывается участвовать в его плане, но потом решает, что у неё нет выбора. Она посещает могилу своего отца, чтобы попытаться облегчить душу («Wishing You Were Somehow Here Again»). Появляется Призрак и снова обольщает Кристину, предлагая ей пойти за ним («Wandering Child»), но внезапно вмешивается Рауль и защищает её. Призрак пытается спровоцировать Рауля на нападение, поскольку сам стреляет шаровыми молниями из своего жезла («Bravo, Monsieur!»). Кристине удаётся воспрепятствовать убийству Рауля, и они вместе убегают. Призрак объявляет им обоим войну.
Наступает день премьеры «Don Juan Triumphant», с Кристиной и Убальдо Пьянджи (ведущим тенором Оперы) в главных ролях. Во время их дуэта Кристина неожиданно понимает, что поёт не с Убальдо Пьянджи, а с Призраком («The Point of No Return»). Он дарит Кристине кольцо, напевая сердечную репризу «All I Ask of You», но она срывает его маску, выставляя напоказ его ужасное, уродливое лицо. Призрак захватывает Кристину и бежит в подземелье, поскольку Пьянджи был найден задушенным за кулисами. Все разбегаются в панике, Рауль бросается в погоню за Призраком. Мадам Жири рассказывает Раулю о подземном логове Призрака и провожает его часть пути, напоминая ему, чтобы он остерегался Пенджабской удавки, держа ладонь на уровне глаз. («Down Once More/Track Down This Murderer»).
В логове Кристина вынуждена надеть подвенечное платье куклы. Она спрашивает Призрака: кто она? следующая его жертва? Он отвечает, что причина, по которой она не может его вновь полюбить, кроется в его лице, из-за которого его отказалась любить даже собственная мать. Кристина же отвечает, что дело не в лице, а в его искажённой душе.
Рауль находит логово, но Призрак пленяет его с помощью Пенджабской удавки. Он обещает Кристине, что освободит Рауля, если она согласится остаться с ним навсегда; если она откажется, Рауль умрёт («Final Lair»). Рауль просит Кристину не губить свою жизнь из-за него, Призрак настаивает, чтобы она сделала выбор. Кристина пытается просить у бывшего Ангела милосердия. Она показывает ему своё решение страстным поцелуем. Призрак, испытав впервые доброту и сострадание, соединяет их и освобождает. Кристина возвращает ему кольцо, которое он дал ей, и с жалостью слушает его признание в любви. Она вынуждает себя уйти и уезжает с Раулем. Кристина поёт последнюю репризу «All I Ask of You», в то время как Призрак плачет, уткнувшись в её фату. Он произносит краткую репризу «The Music of the Night», после этого, сидя на своём троне, полностью накрывает себя плащом. В логово врывается толпа, Мэг стягивает плащ, но Призрака под ним нет, он исчез. Осталась только его маска.

## Персонажи и исполнители
| Персонаж                                   | Оригинальный Лондонский состав | Оригинальный Бродвейский состав | Оригинальный Московский состав   |
| ------------------------------------------ | ------------------------------ | ------------------------------- | -------------------------------- |
| Призрак Оперы (тенор/баритон)              | Майкл Кроуфорд                 | Майкл Кроуфорд                  | Дмитрий Ермак Иван Ожогин        |
| Кристина Даэ (сопрано)                     | Сара Брайтман                  | Сара Брайтман                   | Елена Бахтиярова Тамара Котова   |
| Рауль, Виконт де Шаньи (тенор)             | Стив Бартон                    | Стив Бартон                     | Евгений Зайцев                   |
| Карлотта Джудичелли (колоратурное сопрано) | Розмари Эш                     | Джуди Кэй                       | Ирина Самойлова Екатерина Лёхина |
| Мадам Жири (меццо-сопрано)                 | Мэри Миллар                    | Лейла Мартин                    | Елена Чарквиани                  |
| Мег Жири (сопрано)                         | Джанет Девениш                 | Элиза Хейнсон                   | Валерия Мигалина                 |
| Месье Ришар Фирмен (баритон)               | Джон Сэвидент                  | Николас Уайман                  | Юрий Мазихин                     |
| Месье Жиль Андре (баритон)                 | Дэвид Фёрт                     | Крис Грунендаал                 | Алексей Бобров                   |
| Убальдо Пьянджи (тенор)                    | Джон Эйрон                     | Дэвид Романо                    | Оганес Георгиян                  |
| Жозеф Буке (баритон/бас)                   | Янош Куруч                     | Филип Стил                      | Пётр Маркин                      |

## Музыкальные номера
| №  | Оригинальное название                                                | Подстрочный перевод названия                                               | Название в официальной русской версии                         | Исполнитель                                                       |
| -- | -------------------------------------------------------------------- | -------------------------------------------------------------------------- | ------------------------------------------------------------- | ----------------------------------------------------------------- |
| 1  | Prologue                                                             | Пролог                                                                     | Пролог (Аукцион)                                              | Рауль                                                             |
| 2  | Overture                                                             | Вступление                                                                 | Увертюра                                                      | Оркестр                                                           |
| 3  | Hannibal                                                             | Ганнибал                                                                   | Ганнибал                                                      | Карлотта, хор, балерины, Пианджи                                  |
| 4  | Think of me (Part 1)                                                 | Подумай обо мне (Часть 1)                                                  | Думай обо мне                                                 | Карлотта, Мег, хор, Андре, Буке                                   |
| 5  | Think of me (Part 2)                                                 | Подумай обо мне (Часть 2)                                                  | Думай обо мне                                                 | Кристина, Рауль                                                   |
| 6  | Angel of music                                                       | Ангел музыки                                                               | Ангел музыки                                                  | Призрак, Мег, Кристина                                            |
| 7  | Little Lotte                                                         | Маленькая Лотти                                                            | Крошка Лотти                                                  | Рауль, Кристина                                                   |
| 8  | The Mirror (Angel of music)                                          | Зеркало (Ангел Музыки)                                                     | Зеркало                                                       | Призрак, Кристина                                                 |
| 9  | The Phantom of the Opera                                             | Призрак оперы                                                              | Призрак оперы (Дуэт Кристины и Призрака)                      | Призрак, Кристина                                                 |
| 10 | The music of the night                                               | Музыка ночи                                                                | Музыка ночи                                                   | Призрак                                                           |
| 11 | I remember / Stranger than you dreamt it                             | Я помню / Страннее, чем вы мечтали                                         | Помню / Даже в снах едва ли                                   | Кристина, Призрак                                                 |
| 12 | Magical Lasso                                                        | Волшебное Лассо                                                            | Петля                                                         | Буке, Мег, балерины, Мадам Жири                                   |
| 13 | Notes / Prima Donna                                                  | Заметки (Записки) / Прима Донна                                            | Письма / Примадонна                                           | Фирмин, Андре, Рауль, Карлотта, Мадам Жири, Мег, Пианджи, Призрак |
| 14 | Poor fool, he makes me laugh                                         | Бедный дурак, он заставляет меня смеяться                                  | Бедный шут, он так смешон                                     | Карлотта, Пианджи, хор                                            |
| 15 | Why have you brought me here? / Raoul, I’ve been there               | Почему ты привела меня сюда? Рауль, я была там                             | Зачем мы прячемся? / Нет, поверь же                           | Рауль, Кристина                                                   |
| 16 | All I ask of you                                                     | Всё, что я прошу у тебя                                                    | Всё, о чём молю                                               | Рауль, Кристина                                                   |
| 17 | I Gave You My Music) / All I Ask of You (Reprise) / Chandelier Crash | Я дал тебе мою музыку / Всё, что я прошу у тебя (Реприза) / Люстра рушится | Музыкой моею создан голос твой / Всё, о чём молю (Повторение) | Призрак, Кристина, Рауль, оркестр                                 |

| №  | Оригинальное название                         | Подстрочный перевод названия                 | Название в официальной русской версии                   | Исполнитель                                                            |
| -- | --------------------------------------------- | -------------------------------------------- | ------------------------------------------------------- | ---------------------------------------------------------------------- |
| 1  | Entr’acte                                     | Антракт                                      | Антракт                                                 | Оркестр                                                                |
| 2  | Masquerade / Why So Silent                    | Маскарад / Почему так тихо                   | Маскарад / Что притихли, господа?                       | Фирмин, Андре, Рауль, Карлотта, Мадам Жири, Мег, Пианджи, хор, Призрак |
| 3  | Do you know who this is? / Monster, not human | Вы знаете, кто это? / Чудовище, а не человек | Кто был этот человек? / Ужасный монстр, внушающий страх | Рауль, Мадам Жири                                                      |
| 4  | Notes II                                      | Примечания (Заметки (Записки) II)            | Письма II                                               | Фирмин, Андре, Карлотта, Пианджи, Рауль, Кристина, Мадам Жири, Призрак |
| 5  | Twisted every way                             | Скрученный во все стороны                    | Выбор так не прост                                      | Кристина, Рауль                                                        |
| 6  | A rehearsal for Don Juan Triumphant           | Репетиция Триумфального Дон Джуана           | Репетиция оперы «Дон Жуан Отважный»                     | Карлотта, Пианджи, Кристина, хор                                       |
| 7  | Wishing you were somehow here again           | Желаю, чтобы Вы были как-то здесь снова      | Я хочу, чтоб вновь ты был со мной                       | Кристина                                                               |
| 8  | Wandering child / Bravo, monsieur!            | Блуждающий ребёнок / Браво, месье!           | Словно дитя / Браво, месье!                             | Призрак, Кристина, Рауль                                               |
| 9  | Seal my fate                                  | Запечатай мою судьбу                         | Пусть судьба моя сейчас решится                         | Призрак                                                                |
| 10 | Don Juan Triumphant                           | Триумфальный Дон Жуан                        | Дон Жуан Отважный                                       | Пианджи, Карлотта, хор, Кристина                                       |
| 11 | The point of no return                        | Точка невозврата                             | Мы пересекли черту                                      | Призрак, Кристина                                                      |
| 12 | All I ask of you (Reprise)                    | Всё, что я прошу у тебя (Реприза)            | Всё, о чём молю (Повторение)                            | Призрак                                                                |
| 13 | Down once more / Track down this murderer     | Ещё раз / Отследить этого убийцу             | Снова вниз / Убийцу злобного пора схватить              | Призрак, Кристина, Рауль, преследователи                               |
| 14 | Final Lair                                    | Финал, Логово                                | В логове Призрака                                       | Призрак, Кристина, Рауль                                               |
| 15 | Final                                         | Финал                                        | Финал                                                   | Оркестр                                                                |